# ハモン
ハモン（英:Hammon）は、旧約聖書に登場するヘブライ語の地名である。「燃えて輝く」という意味から来ている。
ツロの南約16kmにあるアシェル族の相続地の西の境界線の町である。
現在のレバノンとイスラエルの国境にあるウム・エル・アワミドであると言われる。